# Ян Вацлав Антонін Стаміц
Ян Вацлав Антонін Стаміц (чеськ. Jan Václav Antonín Stamic; нім. Johann Wenzel Anton Stamitz;19 червня 1717 — 27 березня 1757) — чеський композитор і скрипаль. Батько Карла Стаміц і Антона Стаміц.
Народився в сім'ї органіста у містечку Гавличкув Брод. Навчався в гімназії в Їглава, потім в Карловому університеті в Празі. У 1741 р. перебрався в Мангейм, в 1743 р. став першою скрипкою мангеймського придворного оркестру, в 1745 році — Його диригентом. У 1754–1755 роках працював в Парижі, останні роки провів у Мангеймі.
Стаміц вважається основоположником мангеймської музичної (композиторської та оркестрової) школи, для якої характерні, зокрема, безпрецедентна самостійність партій духових інструментів та інтенсивне використання крещендо всього оркестру на противагу стриманій динаміці барокової музики.
Стаміцу належить 74 симфонії, з яких збереглося 58 — вважається, що саме він першим став систематично писати чотиричастинні симфонії, додаючи до більш раннього тричастинного циклу менует або тріо перед фіналом; понад 100 сонат, 14 концертів для скрипки і 11 для флейти, концерти для кларнета, 10 оркестрових тріо, квартети, літанії, урочиста меса (1755).